# Sarnia Fotovoltaikkraftværk
Sarnia Fotovoltaikkraftværk nær Sarnia, Ontario i Canada er pr. september 2010 verdens største fotovoltaikanlæg (solcelleanlæg) med 80 MWp.
I 2009 introducerede Ontario en subsiderings-tarif for vedvarende energiprogrammer med betaling af op mod CDN 44,3 cents per kWh(DKR 239 øre pr kWh) for store jordbaserede anlæg såsom Sarnia-anlægget. Der gør at Ontario har et af verdens mest subsiderede programmer for vedvarende energi.
Fase I (20 MWp) stod færdigt i december 2009 og Fase II (60 MWp) stod færdig i september 2010. Projektet er udviklet af Enbridge.
First Solar udviklede, organiserede og byggede faciliteterne og vil drive Sarnia Solar Projektet for Enbridge på en langtidskontrakt. Enbridge sælger den producerede strøm til Ontario Power Authority gennem en 20 årig købsaftale underlagt lovgivningen for Ontario Regeringens Vedvarende energi program.
Anlægget dækker 390 hektar og indeholder 96.6 ha solcellepaneler, hvilket svarer til omkring 1,3 mio. solcellepaneler. Den forventede årlige energiproduktion er omkring 120.000 MWh.